# 르완다의 재외공관 목록

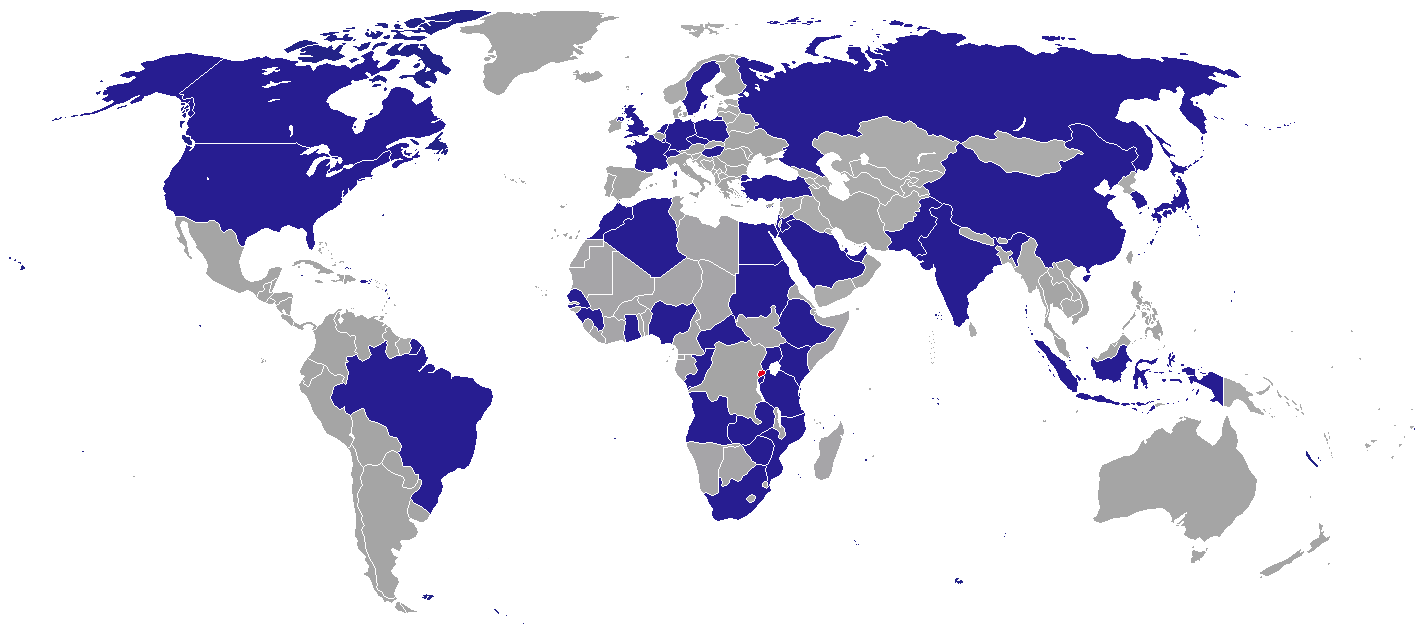
르완다의 재외공관

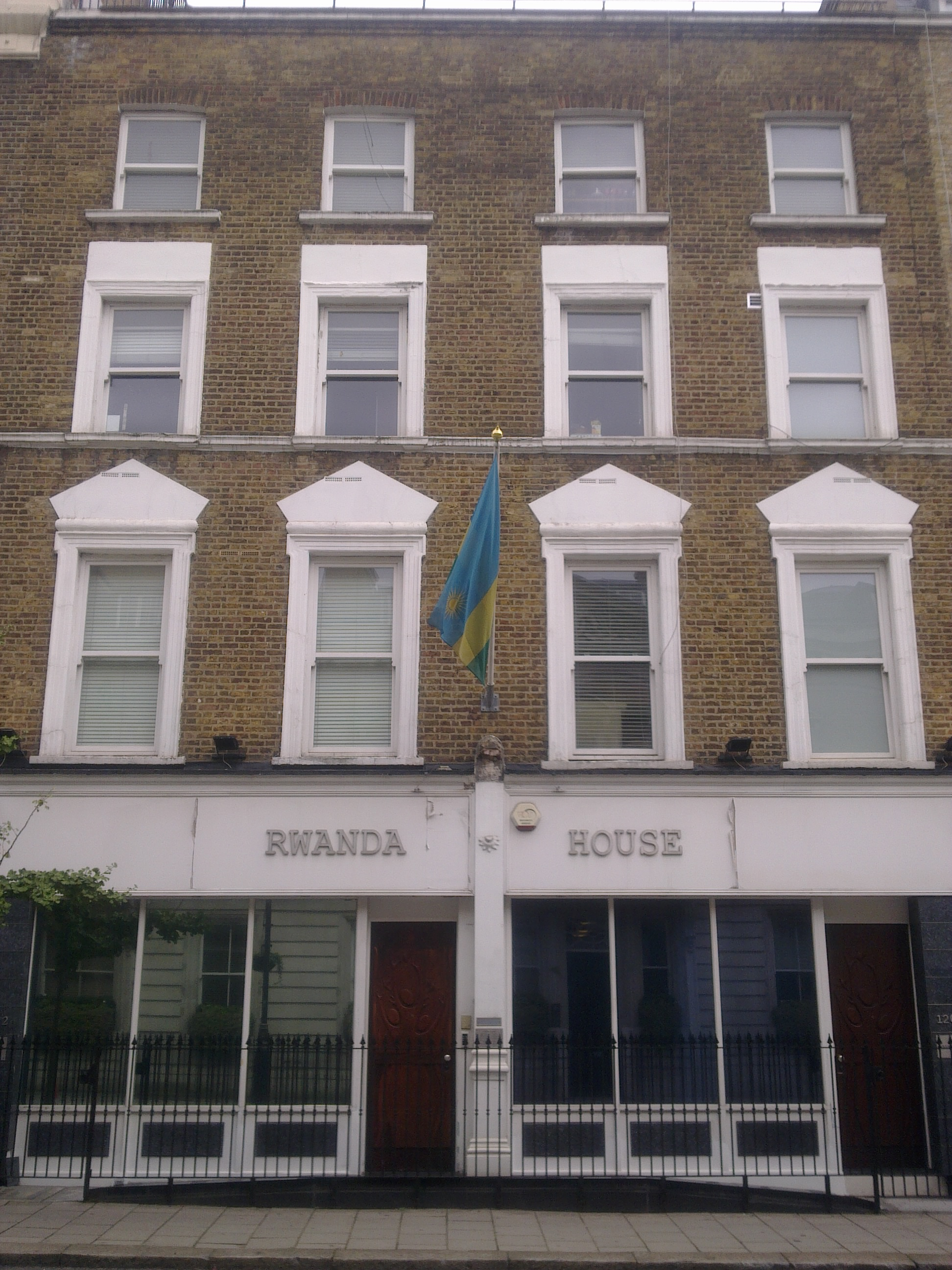
런던 주재 르완다 고등판무관 사무소

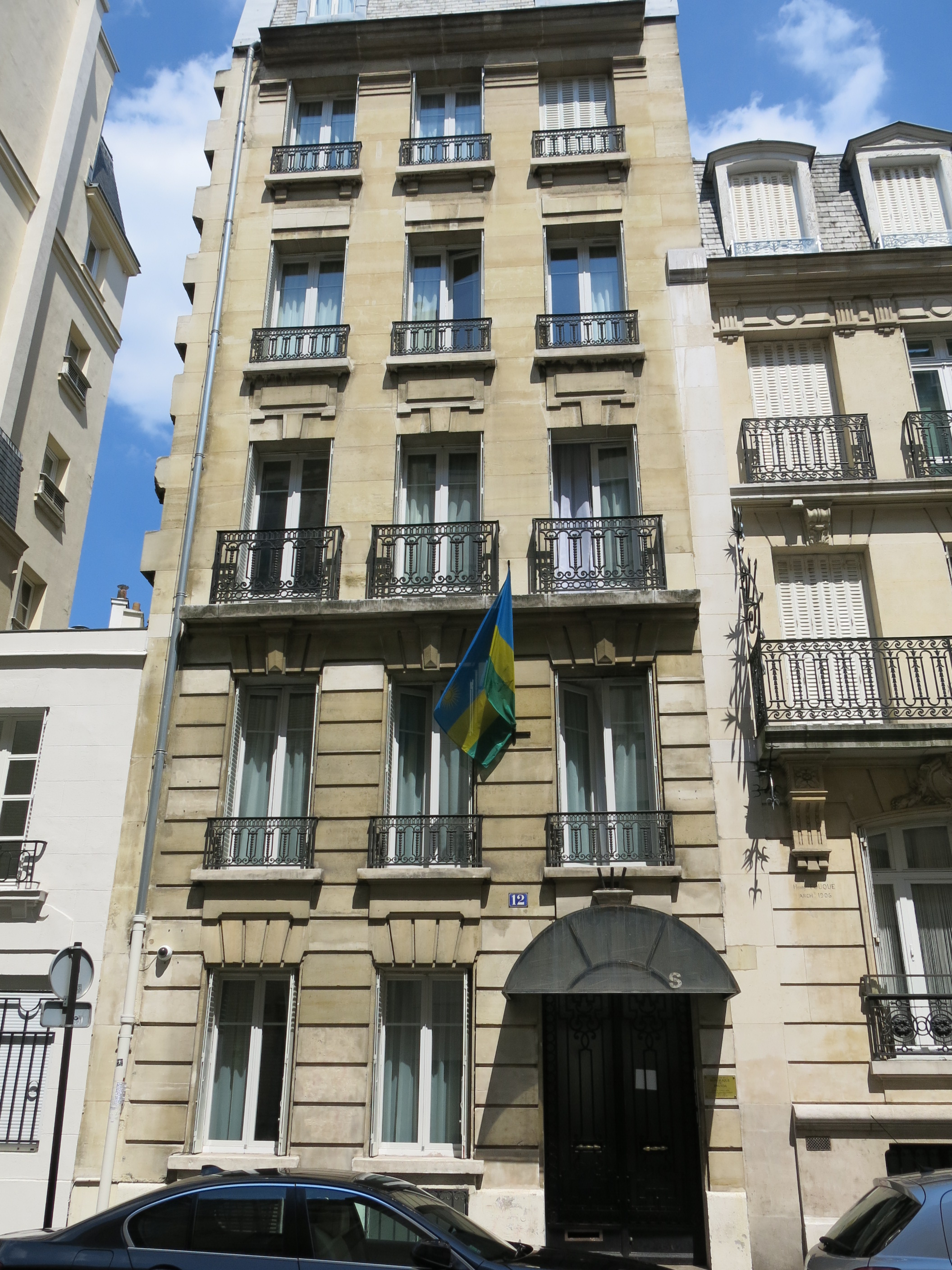
파리 주재 르완다 대사관

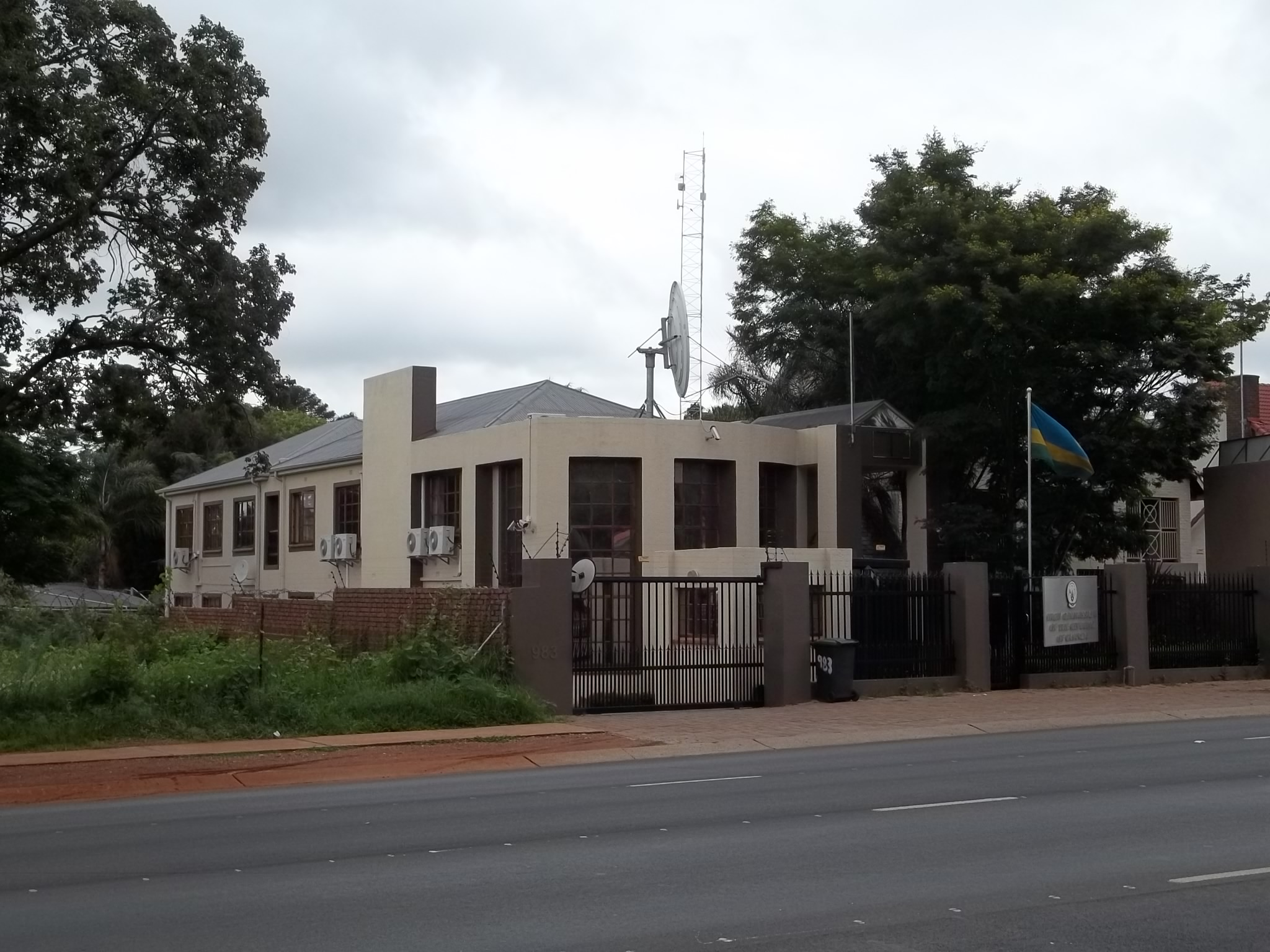
프리토리아 주재 르완다 고등판무관 사무소

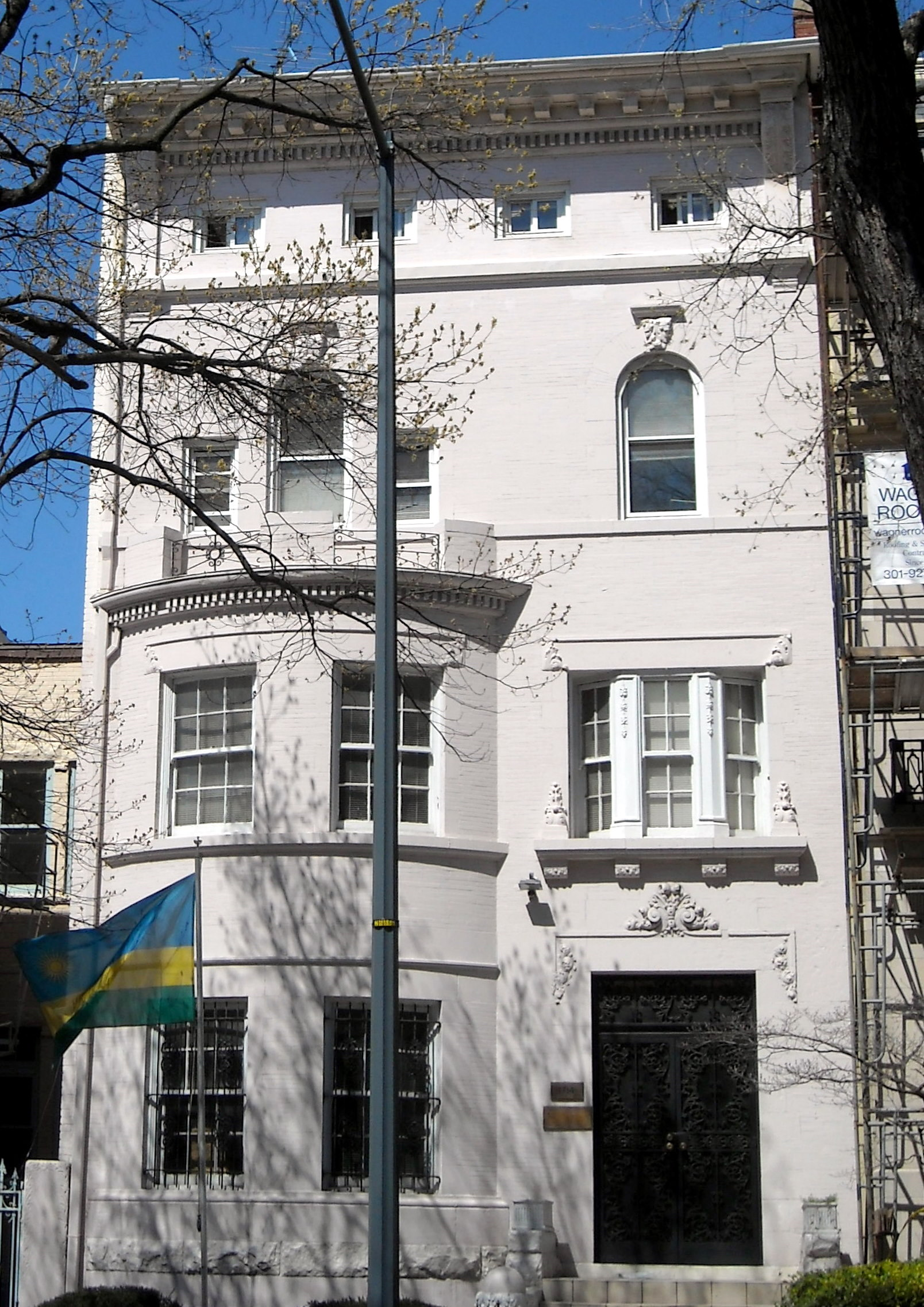
워싱턴 D.C. 주재 르완다 대사관

르완다의 재외공관 목록은 르완다 주재 대사관과 고등판무관 사무소를 각국에 상주시켜 놓는 것을 의미하며 르완다의 재외공관을 나열한 목록이다.

## 아프리카
- 앙골라 : 루안다 (대사관)
- 부룬디 : 부줌부라 (대사관)
- 콩고 공화국 : 브라자빌 (대사관)
- 콩고 민주 공화국 : 킨샤사 (대사관)
- 이집트 : 카이로 (대사관)
- 에티오피아 : 아디스아바바 (대사관)
- 케냐 : 나이로비 (고등판무관 사무소)
- 나이지리아 : 아부자 (고등판무관 사무소)
- 세네갈 : 다카르 (대사관)
- 남아프리카 공화국 : 프리토리아 (고등판무관 사무소)
- 수단 : 하르툼 (대사관)
- 탄자니아 : 다르에스살람 (고등판무관 사무소)
- 우간다 : 캄팔라 (고등판무관 사무소)
- 잠비아 : 루사카 (고등판무관 사무소)

## 아메리카
- 캐나다 : 오타와 (고등판무관 사무소)
- 미국 : 워싱턴 D.C. (대사관)

## 아시아
- 중화인민공화국 : 베이징시 (대사관)
- 인도 : 뉴델리 (고등판무관 사무소)
- 이스라엘 : 텔아비브 (대사관)
- 일본 : 도쿄도 (대사관)
- 대한민국 : 서울특별시 (대사관)
- 싱가포르 : 싱가포르 (고등판무관 사무소)
- 튀르키예 : 앙카라 (대사관)
- 아랍에미리트 : 아부다비 (대사관)

## 유럽
- 벨기에 : 브뤼셀 (대사관)
- 프랑스 : 파리 (대사관)
- 독일 : 베를린 (대사관)
- 네덜란드 : 헤이그 (대사관)
- 러시아 : 모스크바 (대사관)
- 스웨덴 : 스톡홀름 (대사관)
- 스위스 : 제네바 (대사관)
- 영국 : 런던 (고등판무관 사무소)

## 대표부
- EU 르완다 정부 대표부 : 브뤼셀
- UN 르완다 정부 대표부 : 뉴욕, 제네바
- 아프리카 연합 르완다 정부 대표부 : 아디스아바바